# Pretty Good Privacy
Pretty Good Privacy (PGP), em português privacidade muito boa, é um software de criptografia que fornece autenticação e privacidade criptográfica para comunicação de dados. É frequentemente utilizado para assinar, encriptar e descriptografar textos, e-mails, arquivos, diretórios e partições inteiras de disco e para incrementar a segurança de comunicações via e-mail. Foi desenvolvido por Phil Zimmermann em 1991.
O PGP e softwares similares seguem o padrão OpenPGP (RFC 4880) para encriptar e decriptar dados.

## Funcionamento
O PGP pode, ainda, ser utilizado como um sistema à prova de falsificações de assinaturas digitais permitindo, desta forma, a comprovação de que arquivos ou e-mails não foram modificados.
Existem muitas versões do PGP, em várias línguas diferentes, incluindo uma variante comercial sob a responsabilidade da empresa ViaCrypt.
A encriptação do PGP usa uma combinação serial de hashing, compressão de dados, criptografia assimétrica; cada passo usa algum dos vários algoritmos suportados. Cada chave pública está associada a um nome de usuário ou endereço de e-mail. A primeira versão desse sistema era comumente conhecida como "rede de confiança", em contraste com o sistema X.509, que adota uma abordagem hierárquica baseada em autoridade de certificação e foi posteriormente adicionado às implementações do PGP. As versões atuais da criptografia PGP incluem opções avançadas por meio de um servidor de gerenciamento de chaves automatizado.

## Aplicações

### Impressão digital
A impressão digital da chave pública é uma versão resumida da chave pública. Através dela, é possível validar a chave pública correspondente corretamente. Uma impressão digital, como por exemplo: C3A6 5E46 7B54 77DF 3C4C 9790 4D22 B3CA 5B32 FF66, pode ser impressa em um cartão de visita.

### Assinaturas digitais
O PGP suporta autenticação de mensagens e verificação de integridade. Esta última é usada para detectar se uma mensagem foi alterada desde que foi concluída (propriedade de integridade da mensagem), enquanto a primeira é usada para determinar se ela foi realmente enviada pela pessoa ou entidade alegada como remetente (uma assinatura digital). Como o conteúdo está criptografado, qualquer alteração na mensagem resultará na falha da descriptografia com a chave apropriada. O remetente utiliza o PGP para criar uma assinatura digital para a mensagem, utilizando os algoritmos RSA ou DSA. Para isso, o PGP calcula um hash (também conhecido como message digest) a partir do texto em claro e, em seguida, cria a assinatura digital a partir desse hash utilizando a chave privada do remetente.